# Dellenbanan
Dellenbanan är en cirka 60 km lång järnvägslinje som går mellan Ljusdal och Hudiksvall. Banan är nedlagd och avelektrifierad, men på en mindre sträcka förekom museitrafik med bland annat Y6-rälsbussar som kördes av föreningen Dellenbanans vänner. I övrigt är det endast cykeldressiner som trafikerar den. Sitt nuvarande namn har den fått från Dellensjöarna.

## Historik
Den första delen av banan, Hudiksvall - Forsa, öppnades 1860 och var då världens nordligaste järnväg. Banan var ursprungligen smalspårig med 1217 mm spårvidd. 1887–1888 löstes den in av staten, byggdes ut och breddades till normalspår. 1959 elektrifierades banan. Trafiken lades ner 1985–1986.

## Banans framtid
Banans bevarande som museijärnväg utreddes under ledning av Jan Rydh 2007-2008. Järnvägen är en av få sträckor där 50-talets järnvägsteknik är bevarad. Järnvägens framtid är lokalt omdiskuterad. Bland annat är viadukten i centrala Delsbo omdiskuterad, och förslag har även framförts att göra banvallen till cykelväg. Bygget av en ny motorvägssträcka för E4 hotade tidigare att omöjliggöra återupptagen trafik då Vägverket ej ville bygga en tillräckligt hög viadukt för korsningen med motorvägen. Den frågan löstes 2008 sedan Banverket, Länsstyrelsen och Region Gävleborg skjutit till medel för att anpassa konstruktionen för att möjliggöra framtida eldriven tågtrafik.
Sedan länge är banans anslutningar med Norra stambanan i Ljusdal och med Ostkustbanan i Hudiksvall brutna. I Idenor utanför Hudiksvall är även viadukten över Saltviksvägen avlyft. Mellan Idenor och Ljusdal är dock banan obruten och i oktober 2009 körde Dellenbanans vänner en rälsbuss de 2 milen mellan Delsbo och Hybo.
Den gula byggnad som står i norra änden av bangården i Hudiksvall är Dellenbanans (och Hudiksvalls) första stationshus, och ett av de äldsta bevarade stationshusen i Sverige. Det var tidigare rivningshotat, men såldes hösten 2009 av dåvarande Banverket till en lokal företagare. 

## Galleri

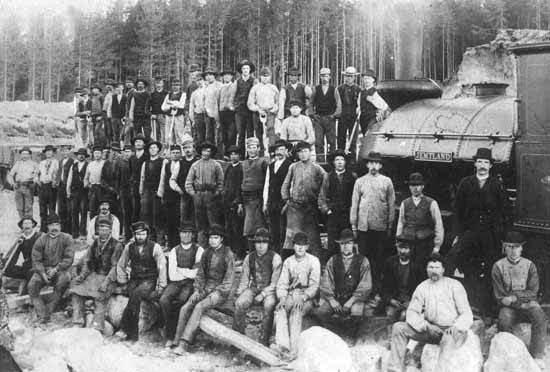
Rallare i grusgropen "Kala-Hea" ca 1888
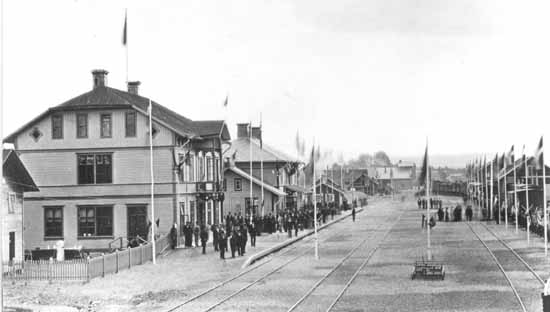
Ljusdals station 1880
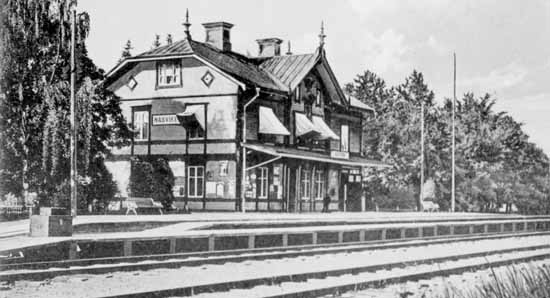
Näsvikens station ca 1905
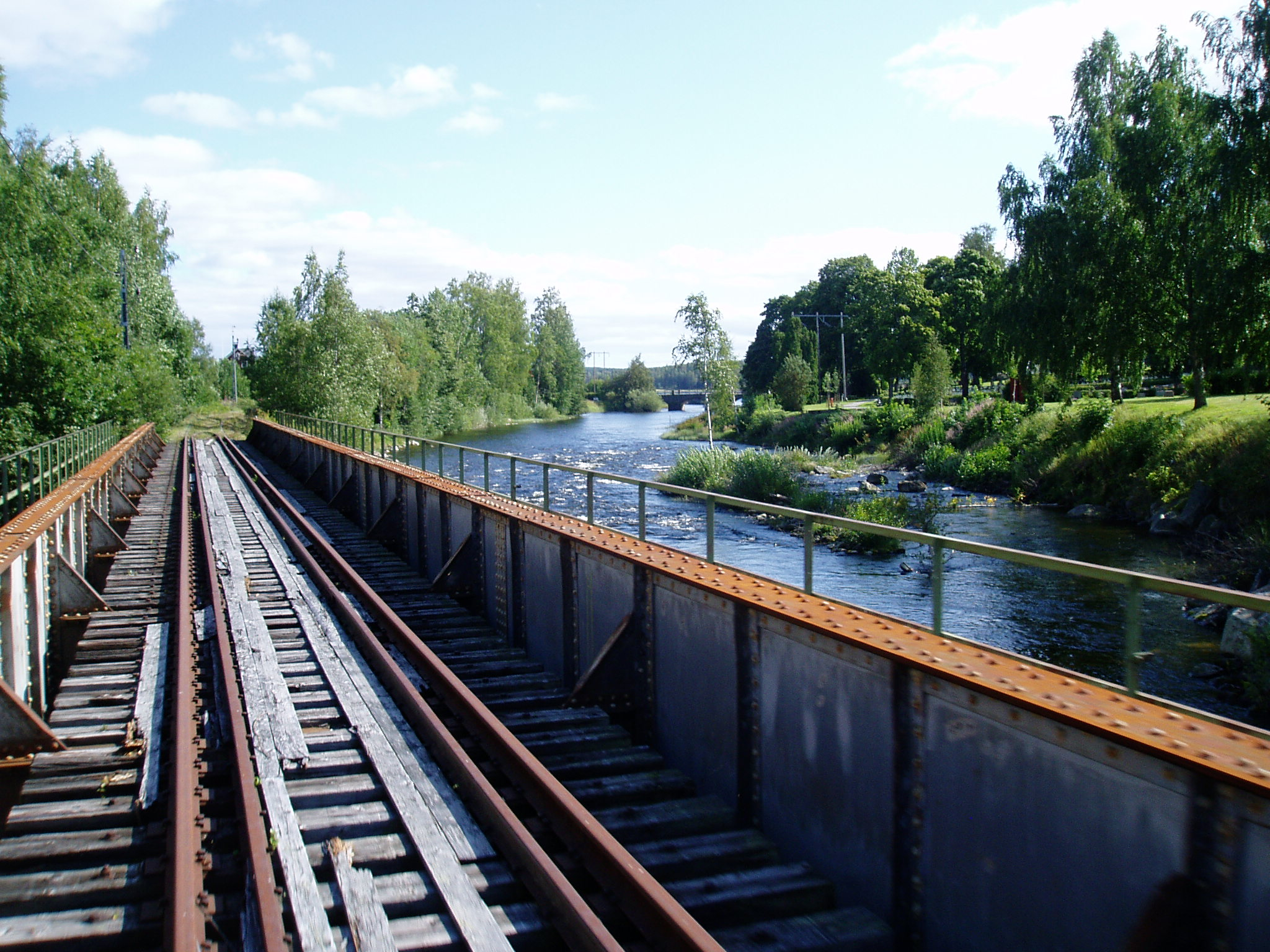
En bro på Dellenbanan vid Forsa mellan Delsbo och Hudiksvall.